# Joseph Musonda
Joseph Musonda (Kalulushi, 30 maggio 1977) è un allenatore di calcio ed ex calciatore zambiano, di ruolo difensore, attuale vice allenatore del Mufulira Wanderers.

## Carriera

### Giocatore

#### Club
Ha iniziato la propria carriera nelle file del Kalulushi Modern Stars. Dal 1995 al 2003 ha militato nelle file del Nkana. Nel 2003 è passato allo ZESCO Utd. Ha militato nelle file dello ZESCO fino al 2006, salvo una parentesi in prestito al Free State Stars nel 2005. Nel 2007, dopo aver militato nelle file dello Zanaco, si è trasferito al Golden Arrows. Nell'agosto 2014 è passato al Polokwane City. Nel luglio 2015 è tornato al Nkana, club con cui ha concluso la propria carriera da calciatore nel 2019.

#### Nazionale
Ha debuttato in Nazionale il 6 luglio 2002, in Zambia-Mozambico (3-0). Ha partecipato, con la selezione zambiana, alle edizioni 2006, 2008, 2010, 2012 e 2013 della Coppa d'Africa, alle edizioni 2002, 2003, 2004, 2005, 2006 e 2007 della Coppa COSAFA e alla Coppa CECAFA 2006. È sceso in campo, inoltre, nelle qualificazioni ai Mondiali 2006, 2010 e 2014, nelle qualificazioni alla Coppa d'Africa 2004, 2008 e 2012. Ha totalizzato, con la selezione zambiana, 109 presenze, risultando il quarto calciatore per numero di presenze nella storia della selezione zambiana.

### Allenatore
Il 12 novembre 2019 è diventato preparatore atletico del Nkana. Il 3 agosto 2021 è diventato preparatore atletico del Prison Leopards. Il 10 ottobre 2023 si è dimesso dall'incarico. Il giorno successivo è diventato vice allenatore del Trident. L'11 marzo 2024 il club ha risolto il suo contratto. Il 15 ottobre 2024 è diventato vice allenatore del Mufulira Wanderers.

## Statistiche

### Cronologia presenze e reti in nazionale
| Cronologia completa delle presenze e delle reti in nazionale ― Zambia | Cronologia completa delle presenze e delle reti in nazionale ― Zambia | Cronologia completa delle presenze e delle reti in nazionale ― Zambia | Cronologia completa delle presenze e delle reti in nazionale ― Zambia | Cronologia completa delle presenze e delle reti in nazionale ― Zambia | Cronologia completa delle presenze e delle reti in nazionale ― Zambia | Cronologia completa delle presenze e delle reti in nazionale ― Zambia | Cronologia completa delle presenze e delle reti in nazionale ― Zambia |
| Data                                                                  | Città                                                                 | In casa                                                               | Risultato                                                             | Ospiti                                                                | Competizione                                                          | Reti                                                                  | Note                                                                  |
| --------------------------------------------------------------------- | --------------------------------------------------------------------- | --------------------------------------------------------------------- | --------------------------------------------------------------------- | --------------------------------------------------------------------- | --------------------------------------------------------------------- | --------------------------------------------------------------------- | --------------------------------------------------------------------- |
| 7-6-2002                                                              | Lusaka                                                                | Zambia                                                                | 3 – 0                                                                 | Mozambico                                                             | Coppa COSAFA 2002 - Quarti di finale                                  | -                                                                     |                                                                       |
| 10-8-2002                                                             | Blantyre                                                              | Malawi                                                                | 1 – 0                                                                 | Zambia                                                                | Coppa COSAFA 2002 - Semifinali                                        | -                                                                     |                                                                       |
| 31-8-2002                                                             | Kampala                                                               | Uganda                                                                | 2 – 2                                                                 | Zambia                                                                | Amichevole                                                            | -                                                                     |                                                                       |
| 8-9-2002                                                              | Omdurman                                                              | Sudan                                                                 | 0 – 1                                                                 | Zambia                                                                | Qual. Coppa d'Africa 2004                                             | -                                                                     | 58’                                                                   |
| 28-9-2002                                                             | Harare                                                                | Zimbabwe                                                              | 0 – 0                                                                 | Zambia                                                                | Amichevole                                                            | -                                                                     |                                                                       |
| 14-12-2002                                                            | Gaborone                                                              | Botswana                                                              | 1 – 0                                                                 | Zambia                                                                | Amichevole                                                            | -                                                                     |                                                                       |
| 22-3-2003                                                             | Kigali                                                                | Ruanda                                                                | 1 – 1                                                                 | Zambia                                                                | Amichevole                                                            | -                                                                     |                                                                       |
| 29-3-2003                                                             | Dar-es-Salaam                                                         | Tanzania                                                              | 0 – 1                                                                 | Zambia                                                                | Qual. Coppa d'Africa 2004                                             | -                                                                     |                                                                       |
| 7-6-2003                                                              | Lusaka                                                                | Zambia                                                                | 2 – 0                                                                 | Tanzania                                                              | Qual. Coppa d'Africa 2004                                             | -                                                                     | 56’                                                                   |
| 6-7-2003                                                              | Cotonou                                                               | Benin                                                                 | 3 – 0                                                                 | Zambia                                                                | Qual. Coppa d'Africa 2004                                             | -                                                                     |                                                                       |
| 27-7-2003                                                             | Lusaka                                                                | Zambia                                                                | 4 – 2                                                                 | Mozambico                                                             | Coppa COSAFA 2003 - Quarti di finale                                  | -                                                                     |                                                                       |
| 16-8-2003                                                             | Blantyre                                                              | Malawi                                                                | 1 – 1 (4 - 2 dtr)                                                     | Zambia                                                                | Coppa COSAFA 2003 - Semifinali                                        | -                                                                     |                                                                       |
| 11-10-2003                                                            | Roche Caiman                                                          | Seychelles                                                            | 0 – 4                                                                 | Zambia                                                                | Qual. Mondiali 2006                                                   | -                                                                     |                                                                       |
| 15-11-2003                                                            | Lusaka                                                                | Zambia                                                                | 1 – 1                                                                 | Seychelles                                                            | Qual. Mondiali 2006                                                   | -                                                                     |                                                                       |
| 1-5-2004                                                              | Lusaka                                                                | Zambia                                                                | 1 – 1                                                                 | Zimbabwe                                                              | Amichevole                                                            | -                                                                     |                                                                       |
| 16-5-2004                                                             | Harare                                                                | Zimbabwe                                                              | 0 – 0                                                                 | Zambia                                                                | Amichevole                                                            | -                                                                     |                                                                       |
| 22-5-2004                                                             | Kitwe                                                                 | Zambia                                                                | 0 – 2                                                                 | Malawi                                                                | Amichevole                                                            | -                                                                     |                                                                       |
| 25-5-2004                                                             | Omdurman                                                              | Sudan                                                                 | 0 – 2                                                                 | Zambia                                                                | Amichevole                                                            | -                                                                     |                                                                       |
| 5-6-2004                                                              | Lusaka                                                                | Zambia                                                                | 1 – 0                                                                 | Togo                                                                  | Qual. Mondiali 2006                                                   | -                                                                     |                                                                       |
| 19-6-2004                                                             | Bamako                                                                | Mali                                                                  | 1 – 1                                                                 | Zambia                                                                | Qual. Mondiali 2006                                                   | -                                                                     |                                                                       |
| 3-7-2004                                                              | Dakar                                                                 | Senegal                                                               | 1 – 0                                                                 | Zambia                                                                | Qual. Mondiali 2006                                                   | -                                                                     |                                                                       |
| 31-7-2024                                                             | Lusaka                                                                | Zambia                                                                | 3 – 1                                                                 | Mauritius                                                             | Coppa COSAFA 2004 - Quarti di finale                                  | -                                                                     |                                                                       |
| 28-8-2004                                                             | Kitwe                                                                 | Zambia                                                                | 2 – 1                                                                 | Ruanda                                                                | Amichevole                                                            | -                                                                     |                                                                       |
| 4-9-2004                                                              | Lusaka                                                                | Zambia                                                                | 1 – 0                                                                 | Liberia                                                               | Qual. Mondiali 2006                                                   | -                                                                     |                                                                       |
| 30-9-2004                                                             | Gaborone                                                              | Botswana                                                              | 1 – 0                                                                 | Zambia                                                                | Amichevole                                                            | -                                                                     |                                                                       |
| 24-10-2004                                                            | Harare                                                                | Zimbabwe                                                              | 0 – 0 (4 - 5 dtr)                                                     | Zambia                                                                | Coppa COSAFA 2004 - Semifinali                                        | -                                                                     |                                                                       |
| 20-11-2004                                                            | Lusaka                                                                | Zambia                                                                | 0 – 0 (5 - 4 dtr)                                                     | Angola                                                                | Coppa COSAFA 2004 - Finale                                            | -                                                                     |                                                                       |
| 26-2-2005                                                             | Gaborone                                                              | Botswana                                                              | 0 – 0                                                                 | Zambia                                                                | Amichevole                                                            | -                                                                     |                                                                       |
| 26-3-2005                                                             | Chililabombwe                                                         | Zambia                                                                | 2 – 0                                                                 | Rep. del Congo                                                        | Qual. Mondiali 2006                                                   | -                                                                     |                                                                       |
| 5-6-2005                                                              | Lomé                                                                  | Togo                                                                  | 4 – 1                                                                 | Zambia                                                                | Qual. Mondiali 2006                                                   | -                                                                     | 23’                                                                   |
| 11-6-2005                                                             | Lusaka                                                                | Zambia                                                                | 3 – 0                                                                 | Swaziland                                                             | Coppa COSAFA 2005 - Gironi                                            | -                                                                     |                                                                       |
| 12-6-2005                                                             | Lusaka                                                                | Zambia                                                                | 2 – 1                                                                 | Malawi                                                                | Coppa COSAFA 2005 - Gironi                                            | -                                                                     |                                                                       |
| 18-6-2005                                                             | Chililabombwe                                                         | Zambia                                                                | 2 – 1                                                                 | Mali                                                                  | Qual. Mondiali 2006                                                   | -                                                                     | 90+1’                                                                 |
| 13-8-2005                                                             | Mafikeng                                                              | Sudafrica                                                             | 2 – 2 (8 - 9 dtr)                                                     | Zambia                                                                | Coppa COSAFA 2005 - Semifinali                                        | -                                                                     |                                                                       |
| 14-8-2005                                                             | Mafikeng                                                              | Zimbabwe                                                              | 1 – 0                                                                 | Zambia                                                                | Coppa COSAFA 2005 - Finale                                            | -                                                                     |                                                                       |
| 25-9-2005                                                             | Chililabombwe                                                         | Zambia                                                                | 2 – 2                                                                 | RD del Congo                                                          | Amichevole                                                            | -                                                                     |                                                                       |
| 27-9-2005                                                             | Lubumbashi                                                            | RD del Congo                                                          | 0 – 0                                                                 | Zambia                                                                | Amichevole                                                            | -                                                                     |                                                                       |
| 1-10-2005                                                             | Monrovia                                                              | Liberia                                                               | 0 – 5                                                                 | Zambia                                                                | Qual. Mondiali 2006                                                   | -                                                                     |                                                                       |
| 31-12-2005                                                            | Harare                                                                | Zimbabwe                                                              | 1 – 1                                                                 | Zambia                                                                | Amichevole                                                            | -                                                                     |                                                                       |
| 22-1-2006                                                             | Alessandria d'Egitto                                                  | Tunisia                                                               | 4 – 1                                                                 | Zambia                                                                | Coppa d'Africa 2006 - Gironi                                          | -                                                                     |                                                                       |
| 26-1-2006                                                             | Alessandria d'Egitto                                                  | Zambia                                                                | 1 – 2                                                                 | Guinea                                                                | Coppa d'Africa 2006 - Gironi                                          | -                                                                     |                                                                       |
| 30-1-2006                                                             | Alessandria d'Egitto                                                  | Zambia                                                                | 1 – 0                                                                 | Sudafrica                                                             | Coppa d'Africa 2006 - Gironi                                          | -                                                                     | 42’                                                                   |
| 23-7-2006                                                             | Windhoek                                                              | Zambia                                                                | 2 – 0                                                                 | Seychelles                                                            | Coppa COSAFA 2006 - Gironi                                            | -                                                                     |                                                                       |
| 19-8-2006                                                             | Lusaka                                                                | Zambia                                                                | 1 – 0                                                                 | Botswana                                                              | Coppa COSAFA 2006 - Semifinali                                        | -                                                                     |                                                                       |
| 3-9-2006                                                              | N'Djaména                                                             | Ciad                                                                  | 0 – 2                                                                 | Zambia                                                                | Qual. Coppa d'Africa 2008                                             | -                                                                     |                                                                       |
| 8-10-2006                                                             | Lusaka                                                                | Zambia                                                                | 0 – 1                                                                 | Sudafrica                                                             | Qual. Coppa d'Africa 2008                                             | -                                                                     |                                                                       |
| 21-10-2006                                                            | Lusaka                                                                | Zambia                                                                | 2 – 0                                                                 | Angola                                                                | Coppa COSAFA 2006 - Finale                                            | -                                                                     |                                                                       |
| 26-11-2006                                                            | Addis Abeba                                                           | Burundi                                                               | 3 – 2                                                                 | Zambia                                                                | Coppa CECAFA 2006 - Gironi                                            | -                                                                     |                                                                       |
| 2-12-2006                                                             | Addis Abeba                                                           | Zambia                                                                | 4 – 0                                                                 | Tanzania                                                              | Coppa CECAFA 2006 - Gironi                                            | -                                                                     |                                                                       |
| 5-12-2006                                                             | Addis Abeba                                                           | Etiopia                                                               | 0 – 1                                                                 | Zambia                                                                | Coppa CECAFA 2006 - Quarti di finale                                  | -                                                                     |                                                                       |
| 8-12-2006                                                             | Addis Abeba                                                           | Ruanda                                                                | 0 – 1                                                                 | Zambia                                                                | Coppa CECAFA 2006 - Semifinali                                        | -                                                                     |                                                                       |
| 10-12-2006                                                            | Addis Abeba                                                           | Zambia                                                                | 0 – 0                                                                 | Sudan                                                                 | Coppa CECAFA 2006 - Finale                                            | -                                                                     |                                                                       |
| 25-3-2007                                                             | Brazzaville                                                           | Rep. del Congo                                                        | 0 – 0                                                                 | Zambia                                                                | Qual. Coppa d'Africa 2008                                             | -                                                                     |                                                                       |
| 8-9-2007                                                              | Città del Capo                                                        | Sudafrica                                                             | 1 – 3                                                                 | Zambia                                                                | Qual. Coppa d'Africa 2008                                             | -                                                                     | 60’                                                                   |
| 29-9-2007                                                             | Pretoria                                                              | Zambia                                                                | 3 – 0                                                                 | Mozambico                                                             | Coppa COSAFA 2007 - Semifinali                                        | -                                                                     |                                                                       |
| 24-10-2007                                                            | Bloemfontein                                                          | Sudafrica                                                             | 0 – 0 (4 - 3 dtr)                                                     | Zambia                                                                | Coppa COSAFA 2007 - Finale                                            | -                                                                     |                                                                       |
| 6-1-2008                                                              | Radès                                                                 | Tunisia                                                               | 1 – 2                                                                 | Zambia                                                                | Amichevole                                                            | -                                                                     |                                                                       |
| 12-1-2008                                                             | Fès                                                                   | Marocco                                                               | 2 – 0                                                                 | Zambia                                                                | Amichevole                                                            | -                                                                     |                                                                       |
| 22-1-2008                                                             | Kumasi                                                                | Sudan                                                                 | 0 – 3                                                                 | Zambia                                                                | Coppa d'Africa 2008 - Gironi                                          | -                                                                     |                                                                       |
| 26-1-2008                                                             | Kumasi                                                                | Camerun                                                               | 5 – 1                                                                 | Zambia                                                                | Coppa d'Africa 2008 - Gironi                                          | -                                                                     |                                                                       |
| 30-1-2008                                                             | Kumasi                                                                | Egitto                                                                | 1 – 1                                                                 | Zambia                                                                | Coppa d'Africa 2008 - Gironi                                          | -                                                                     |                                                                       |
| 22-5-2008                                                             | Tripoli                                                               | Libia                                                                 | 2 – 2                                                                 | Zambia                                                                | Amichevole                                                            | -                                                                     |                                                                       |
| 25-5-2008                                                             | Teheran                                                               | Iran                                                                  | 3 – 2                                                                 | Zambia                                                                | Amichevole                                                            | -                                                                     |                                                                       |
| 31-5-2008                                                             | Accra                                                                 | Togo                                                                  | 1 – 0                                                                 | Zambia                                                                | Qual. Mondiali 2010                                                   | -                                                                     |                                                                       |
| 15-6-2008                                                             | Lobamba                                                               | Swaziland                                                             | 0 – 0                                                                 | Zambia                                                                | Qual. Mondiali 2010                                                   | -                                                                     |                                                                       |
| 21-6-2008                                                             | Chililabombwe                                                         | Zambia                                                                | 1 – 0                                                                 | Swaziland                                                             | Qual. Mondiali 2010                                                   | -                                                                     |                                                                       |
| 10-9-2008                                                             | Chililabombwe                                                         | Zambia                                                                | 1 – 0                                                                 | Togo                                                                  | Qual. Mondiali 2010                                                   | -                                                                     |                                                                       |
| 19-11-2008                                                            | Casablanca                                                            | Marocco                                                               | 3 – 0                                                                 | Zambia                                                                | Amichevole                                                            | -                                                                     |                                                                       |
| 27-1-2009                                                             | Pretoria                                                              | Sudafrica                                                             | 1 – 0                                                                 | Zambia                                                                | Amichevole                                                            | -                                                                     | 90’                                                                   |
| 29-3-2009                                                             | Il Cairo                                                              | Egitto                                                                | 1 – 1                                                                 | Zambia                                                                | Qual. Mondiali 2010                                                   | -                                                                     | 54’                                                                   |
| 6-6-2009                                                              | Chililabombwe                                                         | Zambia                                                                | 1 – 0                                                                 | Ruanda                                                                | Qual. Mondiali 2010                                                   | -                                                                     |                                                                       |
| 20-6-2009                                                             | Chililabombwe                                                         | Zambia                                                                | 0 – 2                                                                 | Algeria                                                               | Qual. Mondiali 2010                                                   | -                                                                     |                                                                       |
| 6-9-2009                                                              | Blida                                                                 | Algeria                                                               | 1 – 0                                                                 | Zambia                                                                | Qual. Mondiali 2010                                                   | -                                                                     |                                                                       |
| 10-10-2009                                                            | Chililabombwe                                                         | Zambia                                                                | 0 – 1                                                                 | Egitto                                                                | Qual. Mondiali 2010                                                   | -                                                                     | 84’                                                                   |
| 14-11-2009                                                            | Kigali                                                                | Ruanda                                                                | 0 – 0                                                                 | Zambia                                                                | Qual. Mondiali 2010                                                   | -                                                                     |                                                                       |
| 28-12-2009                                                            | Johannesburg                                                          | Zambia                                                                | 1 – 0                                                                 | Mozambico                                                             | Amichevole                                                            | -                                                                     |                                                                       |
| 6-1-2010                                                              | Durban                                                                | Zambia                                                                | 0 – 0                                                                 | Nigeria                                                               | Amichevole                                                            | -                                                                     |                                                                       |
| 9-1-2010                                                              | Johannesburg                                                          | Zambia                                                                | 4 – 2                                                                 | Corea del Sud                                                         | Amichevole                                                            | -                                                                     |                                                                       |
| 13-1-2010                                                             | Lubango                                                               | Zambia                                                                | 1 – 1                                                                 | Tunisia                                                               | Coppa d'Africa 2010 - Gironi                                          | -                                                                     |                                                                       |
| 17-1-2010                                                             | Lubango                                                               | Camerun                                                               | 3 – 2                                                                 | Zambia                                                                | Coppa d'Africa 2010 - Gironi                                          | -                                                                     | 77’                                                                   |
| 21-1-2010                                                             | Benguela                                                              | Gabon                                                                 | 1 – 2                                                                 | Zambia                                                                | Coppa d'Africa 2010 - Gironi                                          | -                                                                     | 69’                                                                   |
| 25-1-2010                                                             | Lubango                                                               | Zambia                                                                | 0 – 0 (4 - 5 dtr)                                                     | Nigeria                                                               | Coppa d'Africa 2010 - Quarti di finale                                | -                                                                     | 42’                                                                   |
| 5-9-2010                                                              | Lusaka                                                                | Zambia                                                                | 4 – 0                                                                 | Comore                                                                | Qual. Coppa d'Africa 2012                                             | -                                                                     |                                                                       |
| 10-10-2010                                                            | Tripoli                                                               | Libia                                                                 | 1 – 0                                                                 | Zambia                                                                | Qual. Coppa d'Africa 2012                                             | -                                                                     |                                                                       |
| 31-12-2010                                                            | Suez                                                                  | Kuwait                                                                | 4 – 0                                                                 | Zambia                                                                | Amichevole                                                            | -                                                                     |                                                                       |
| 27-3-2011                                                             | Matola                                                                | Mozambico                                                             | 0 – 2                                                                 | Zambia                                                                | Qual. Coppa d'Africa 2012                                             | -                                                                     |                                                                       |
| 4-6-2011                                                              | Lusaka                                                                | Zambia                                                                | 3 – 0                                                                 | Mozambico                                                             | Qual. Coppa d'Africa 2012                                             | -                                                                     |                                                                       |
| 4-9-2011                                                              | Mitsamiouli                                                           | Comore                                                                | 1 – 2                                                                 | Zambia                                                                | Qual. Coppa d'Africa 2012                                             | -                                                                     |                                                                       |
| 8-10-2011                                                             | Chingola                                                              | Zambia                                                                | 0 – 0                                                                 | Libia                                                                 | Qual. Coppa d'Africa 2012                                             | -                                                                     |                                                                       |
| 15-11-2011                                                            | Abuja                                                                 | Nigeria                                                               | 2 – 0                                                                 | Zambia                                                                | Amichevole                                                            | -                                                                     |                                                                       |
| 14-1-2012                                                             | Johannesburg                                                          | Zambia                                                                | 0 – 0                                                                 | Namibia                                                               | Amichevole                                                            | -                                                                     |                                                                       |
| 21-1-2012                                                             | Bata                                                                  | Senegal                                                               | 1 – 2                                                                 | Zambia                                                                | Coppa d'Africa 2012 - Gironi                                          | -                                                                     | 87’                                                                   |
| 25-1-2012                                                             | Bata                                                                  | Libia                                                                 | 2 – 2                                                                 | Zambia                                                                | Coppa d'Africa 2012 - Gironi                                          | -                                                                     |                                                                       |
| 29-1-2012                                                             | Malabo                                                                | Guinea Equatoriale                                                    | 0 – 1                                                                 | Zambia                                                                | Coppa d'Africa 2012 - Gironi                                          | -                                                                     |                                                                       |
| 4-2-2012                                                              | Bata                                                                  | Zambia                                                                | 3 – 0                                                                 | Sudan                                                                 | Coppa d'Africa 2012 - Quarti di finale                                | -                                                                     |                                                                       |
| 8-2-2012                                                              | Bata                                                                  | Zambia                                                                | 1 – 0                                                                 | Ghana                                                                 | Coppa d'Africa 2012 - Semifinali                                      | -                                                                     |                                                                       |
| 12-2-2012                                                             | Libreville                                                            | Zambia                                                                | 0 – 0                                                                 | Costa d'Avorio                                                        | Coppa d'Africa 2012 - Finale                                          | -                                                                     | 12’                                                                   |
| 15-8-2012                                                             | Fuzhou                                                                | Corea del Sud                                                         | 2 – 1                                                                 | Zambia                                                                | Amichevole                                                            | -                                                                     | 28’                                                                   |
| 14-11-2012                                                            | Johannesburg                                                          | Sudafrica                                                             | 0 – 1                                                                 | Zambia                                                                | Amichevole                                                            | -                                                                     |                                                                       |
| 8-1-2013                                                              | Johannesburg                                                          | Zambia                                                                | 0 – 0                                                                 | Marocco                                                               | Amichevole                                                            | -                                                                     | 46’                                                                   |
| 12-1-2013                                                             | Ndola                                                                 | Zambia                                                                | 0 – 0                                                                 | Norvegia                                                              | Amichevole                                                            | -                                                                     | 46’                                                                   |
| 21-1-2013                                                             | Mbombela                                                              | Zambia                                                                | 1 – 1                                                                 | Etiopia                                                               | Coppa d'Africa 2013 - Gironi                                          | -                                                                     | 45’ 60’                                                               |
| 25-1-2013                                                             | Mbombela                                                              | Zambia                                                                | 1 – 1                                                                 | Nigeria                                                               | Coppa d'Africa 2013 - Gironi                                          | -                                                                     |                                                                       |
| 29-1-2013                                                             | Mbombela                                                              | Burkina Faso                                                          | 0 – 0                                                                 | Zambia                                                                | Coppa d'Africa 2013 - Gironi                                          | -                                                                     | 15’ 31’                                                               |
| 24-3-2013                                                             | Maseru                                                                | Lesotho                                                               | 1 – 1                                                                 | Zambia                                                                | Qual. Mondiali 2014                                                   | -                                                                     |                                                                       |
| 14-8-2013                                                             | Saint-Leu-la-Forêt                                                    | Zambia                                                                | 1 – 1                                                                 | Senegal                                                               | Amichevole                                                            | -                                                                     |                                                                       |
| 6-9-2013                                                              | Kumasi                                                                | Ghana                                                                 | 2 – 1                                                                 | Zambia                                                                | Qual. Mondiali 2014                                                   | -                                                                     | 46’                                                                   |
| 15-10-2013                                                            | Beijing                                                               | Brasile                                                               | 2 – 0                                                                 | Zambia                                                                | Amichevole                                                            | -                                                                     | 90+1’                                                                 |
| 6-6-2014                                                              | Tampa                                                                 | Giappone                                                              | 4 – 3                                                                 | Zambia                                                                | Amichevole                                                            | -                                                                     | 90+5’                                                                 |
| Totale                                                                |                                                                       | Presenze (4º posto)                                                   | 109                                                                   |                                                                       | Reti                                                                  | 0                                                                     |                                                                       |

## Palmarès

### Club

#### Competizioni nazionali
- Campionato zambiano di calcio: 2

Nkana: 1999, 2001
- National First Division: 1

Golden Arrows: 2014-2015
- Coppa dello Zambia: 1

Nkana: 2000
- Zambian Challenge Cup: 3

Nkana: 1998, 1999, 2000
- MTN 8: 1

Golden Arrows: 2009

### Nazionale
- Coppa d'Africa: 1

2012
- Coppa COSAFA: 2

2004, 2006
- Coppa CECAFA: 1

2006